# 닐 레넌
닐 프랜시스 레넌 (Neil Francis Lennon, 1971년 6월 25일 ~ )은 북아일랜드 출신의 전직 축구 선수이자 현재 축구 감독이다.